# Disney's Aladdin (computerspel)
Disney's Aladdin is een computerspel van Virgin Interactive en Disney Interactive Studios uit 1993.  Het werd voor verschillende platforms uitgebracht, waaronder Commodore Amiga, DOS, Mega Drive, Game Gear, Master System, NES en Game Boy.
Op Super Nintendo werd een gelijknamig spel gemaakt door Capcom. De reden hiervoor was dat Capcom de exclusieve rechten had om spellen te ontwikkelen voor SNES, gebaseerd op Disney-figuren. Daardoor gaat het hier inhoudelijk over een ander spel.
Het spel werd een commercieel succes en verkocht 4 miljoen exemplaren. Hiermee kwam het op de derde plaats van bestverkochte Sega Mega Drive-spellen.

## Virgin-versie
De speler bestuurt Aladdin doorheen verschillende levels, gebaseerd op locaties uit de gelijknamige animatiefilm van Walt Disney Animation Studios: de straten en daken van Agrabah, de wondergrot, de kerker van Jafar, enzovoort om uiteindelijk de confrontatie aan te gaan met Jafar en de vizier in het paleis.
Vijanden van Aladdin zijn onder anderen de wachters van de Sultan, allerhande dieren (zoals slangen en vleermuizen) en betoverde waterspuwers. Aladdin kan zijn vijanden doden met een kromzwaard of door appels naar hen te werpen. Het aantal appels is beperkt, maar zijn her en der te vinden.
Aladdin kan ook edelstenen verzamelen die hij bij een reizende handelaar kan omruilen voor extra wensen of levens.  Het maximum aantal levens is 9. De teller wordt vanaf dan niet meer verhoogd. Een wens geeft een extra credit. Wanneer alle levens op zijn, kan je via de verzamelde wensen terug starten met 3 levens vanaf het level waar de speler zich bevond.
In verschillende levels zijn tokens van de geest en Abu te vinden. Deze geven toegang tot extra bonuslevels. 
- Het geest-bonuslevel bestaat uit een soort van fruitautomaat waar men extra appelen, edelstenen of levens kan winnen. Het bonuslevel kan gespeeld worden zolang de speler "geest"-tokens heeft of tot wanneer de machine een afbeelding van Jafar toont.
- In het Abu-bonuslevel bestuurt de speler Aladdin zijn aap Abu. Vanuit de lucht vallen verschillende objecten. De bedoeling is dat Abu zo veel mogelijk fruit vangt. Wanneer Abu iets anders vangt dan fruit, is het bonuslevel afgelopen

De DOS-versie heeft een ietwat andere HUD en gebruikt meer geavanceerde muziekeffecten en muziekthema's van de film.

## CAPCOM-versie
In dit spel beschikt Aladdin niet over een sabel, maar dient hij tegenstanders uit te schakelen door op hen te springen. Ook in dit spel kunnen zij uitgeschakeld worden met appels.
Dit spel volgt meer de verhaallijn van de film waarin Aladdin verandert van een straatrat in een prins, hij daarna moet vluchten, en dient terug te keren om Jasmine te redden.  De meeste levels zijn eenvoudig te herkennen indien men de animatiefilm heeft gezien. Daarnaast zijn er levels die niet in de film voorkomen, zoals een Egyptische piramide.
Daarnaast bevat het spel nog enkele minigames zoals het zoeken van een gouden scarabee of het vinden van alle edelstenen in een bepaald level. In het spel zijn 70 rode diamanten verborgen waarvan de speler er zo veel mogelijk dient te zoeken. Het einde van het spel is afhankelijk van de hoeveelheid rode diamanten die werden gevonden.

## Platform
| Jaar | Platform                                       |
| ---- | ---------------------------------------------- |
| 1993 | SNES, Sega Mega Drive                          |
| 1994 | Game Gear, Sega Master System, Amiga, DOS, NES |
| 1995 | Game Boy                                       |
| 1996 | Windows                                        |
| 2000 | Game Boy Color                                 |
| 2003 | Game Boy Advance                               |

## Ontvangst
| Beoordeeld door                 | Jaar | Platform           | Score |
| ------------------------------- | ---- | ------------------ | ----- |
| GamePro (US)                    | 1993 | Sega Mega Drive    | 100%  |
| The Video Game Critic           | 1999 | SNES               | 100%  |
| Joypad                          | 1993 | Sega Mega Drive    | 98%   |
| Game Players                    | 1993 | Sega Mega Drive    | 95%   |
| Jeuxvideo.com                   | 2010 | Sega Mega Drive    | 90%   |
| neXGam                          | 2009 | Sega Master System | 88%   |
| Player One                      | 1994 | Sega Master System | 88%   |
| Game Freaks 365                 | 2004 | Sega Mega Drive    | 85%   |
| Game Players                    | 1994 | SNES               | 85%   |
| GameCola.net                    | 2005 | Sega Mega Drive    | 82%   |
| Super Play Magazine UK          | 1994 | SNES               | 81%   |
| neXGam                          | 2002 | Game Gear          | 80%   |
| Retrogaming History             | 2009 | Sega Mega Drive    | 80%   |
| Total! (Duitsland)              | 1994 | Game Boy           | 80%   |
| Edge                            | 1993 | Sega Mega Drive    | 80%   |
| The Age                         | 1994 | SNES               | 80%   |
| Mega Fun                        | 1994 | Sega Master System | 77%   |
| Mega Fun                        | 1994 | Game Gear          | 77%   |
| Jeuxvideo.com                   | 2004 | Game Boy Advance   | 75%   |
| Electronic Gaming Monthly (EGM) | 1994 | Game Gear          | 75%   |
| 1UP                             | 2004 | Game Boy Advance   | 70%   |
| Jeuxvideo.com                   | 2009 | SNES               | 70%   |
| Jeuxvideo.com                   | 2012 | Sega Master System | 60%   |
| GamePro (US)                    | 1994 | Game Gear          | 60%   |
| Retrogaming.it                  | 2009 | SNES               | 60%   |
| All Game Guide                  | 1998 | Game Gear          | 50%   |
| NintendoWorldReport             | 2004 | Game Boy Advance   | 50%   |
| All Game Guide                  | 2000 | Game Boy Color     | 40%   |
| GamePro (US)                    | 2004 | Game Boy Advance   | 40%   |
| The Video Game Critic           | 2003 | Game Gear          | 25%   |